# Another Day in Paradise
«Another Day in Paradise» (с англ. — «Ещё один день в раю») — первый сингл с четвёртого студийного альбома Фила Коллинза …But Seriously. Был издан в 1989 году.
Как и написанная Коллинзом ранее, в бытность участником легендарной группы Genesis, композиция «Man on the Corner», композиция «Another Day in Paradise» была написана для привлечения внимания к проблеме бездомности. Ввиду этого, данная композиция разительно отличается мелодикой от танцевальной направленности композиций с предыдущего альбома Коллинза No Jacket Required, релиз которого состоялся в 1985 году.
Композиция «Another Day in Paradise» стала общемировым хитом номер один и одной из самых успешных (если не самой успешной) песен за всю сольную карьеру Фила Коллинза. В 1990 году композиция была удостоена премии Brit Awards в номинации «Лучший британский сингл года». В 1991 году за эту композицию Фил Коллинз и продюсер Хью Пэдхам были удостоены премии «Грэмми» в номинации Лучшая запись года.
«Another Day in Paradise» заняла 86-е место в чарте Billboard «Величайшие песни всех времен» (Greatest Songs of all time). Слушатели утреннего шоу британского радио BBC (ведущий Саймон Мэйо) признали «Another Day in Paradise» лучшим синглом 1990 годов.
Композиция получила холодный приём от ряда критиков, обвинявших успешного артиста в неспособности понять проблемы бедных, а также в спекуляции на теме бездомности. Певец парировал: «Когда я еду по улице, я вижу то же самое, что и все остальные. Это заблуждение, что, имея много денег, вы каким-то образом теряете связь с реальностью».

## Участники
- Phil Collins — вокал, клавишные, ударные
- David Crosby — вокал
- Leland Sklar — бас-гитара
- Dominic Miller — гитары

## Список композиций

### LP-сингл формата 7″
1. «Another Day in Paradise» — 4:48
2. «Heat on the Street» — 3:59

### LP-сингл формата 12″
1. «Another Day in Paradise (Album Version)» — 5:22
2. «Another Day in Paradise (Radio Edit)» — 4:04

### CD-макси-сингл
1. «Another Day in Paradise» — 5:15
2. «Saturday Night and Sunday Morning» — 1:25
3. «Heat on the Street» — 3:59

## Хит-парады
| Хит-парад (1989—1990)                   | Наивысшая позиция |
| --------------------------------------- | ----------------- |
| Australian Singles Chart.               | 11                |
| Austrian Singles Chart.                 | 2                 |
| Canadian Singles Chart                  | 1                 |
| Dutch Singles Chart                     | 1                 |
| Eurochart Hot 100                       | 1                 |
| French Singles Chart.                   | 8                 |
| German Singles Chart.                   | 1                 |
| Italian Singles Chart.                  | 1                 |
| Norwegian Singles Chart.                | 1                 |
| Swedish Singles Chart.                  | 1                 |
| UK Singles Chart.                       | 2                 |
| U.S. Billboard Hot 100.                 | 1                 |
| Billboard Hot Adult Contemporary Tracks | 1                 |
| Billboard Hot Mainstream Rock Tracks    | 7                 |

### Итоговый хит-парад 1990
| Итоговый хит-парад (1990) | Наивысшая позиция |
| ------------------------- | ----------------- |
| U.S. Billboard Hot 100.   | 7                 |